# کریستوفر توسلی
کریستوفر توسلی (اسپانیایی: Cristopher Toselli‎؛ زاده ۱۵ ژوئن ۱۹۸۸) یک بازیکن فوتبال اهل شیلی است.

## تیم ملی
وی همچنین در تیم ملی فوتبال شیلی بازی کرده‌است.